# Umicore
Umicore N.V., (раніше Union Minière) — це транснаціональна корпорація, що займається технологіями матеріалів зі штаб-квартирою в Брюсселі, Бельгія. До 2001 року компанія була відома як Union Minière.
Компанія була утворена в 1989 році шляхом злиття чотирьох компаній у гірничодобувній та металургійній промисловостях, включаючи Union Minière, відому до 1968 року як Union Minière du Haut Katanga. Відтоді вона перетворилася на більш технологічний бізнес, що охоплює такі сфери, як афінаж і переробка дорогоцінних металів та виробництво спеціалізованих виробів з дорогоцінних металів, кобальту, германію, цинку та інших металів. Компанія входить до бельгійського фондового індексу BEL20 з моменту його створення у 1991 році.
Зараз Umicore «отримує більшу частину своїх доходів від чистих технологій, таких як переробка відходів, контроль викидів транспортних засобів, каталізатори, матеріали для акумуляторів та фотовольтаїка». Компанія входить до списку «The Global 100» «Most Sustainable Companies in the World»; у 2013 році вона очолила рейтинг, а у 2014 році посіла дев'яте місце. У 2011 році компанія була нагороджена міжнародною премією Fray International Sustainability Award за розробку проривних технологій переробки літій-іонних акумуляторів та впровадження значних ініціатив із захисту навколишнього середовища.
Гірничодобувна промисловість, яка спочатку була джерелом життєдіяльності компанії, більше не відіграє безпосередньої ролі в бізнесі: міноритарний пакет акцій виробника цинку Padaeng Industry, який управляє шахтою на півночі Таїланду, був останньою присутністю Umicore в цьому секторі і був проданий у квітні 2008 року. Операції з видобутку та переробки міді компанії Umicore були продані у 2005 році, а операції з рафінування цинку — у 2007 році; зараз вони входять до складу компаній Aurubis та Nyrstar відповідно.
Компанія поділяє свою діяльність на чотири підрозділи: енергетичні матеріали, переробка, каталіз та експлуатаційні матеріали.